# N.O.R.E

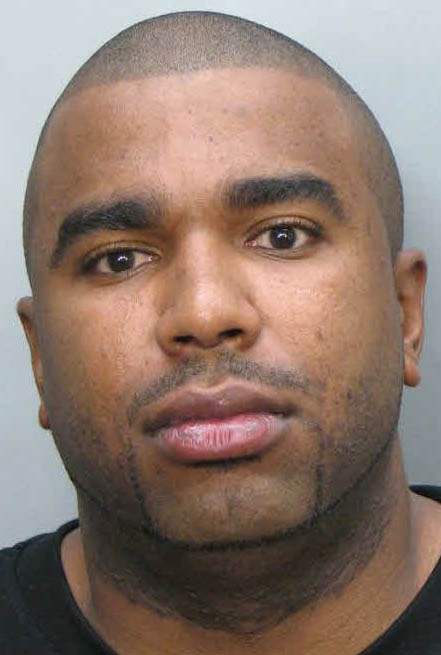
N.O.R.E

N.O.R.E.(본명:Victor Santiago Jr.)는 미국의 래퍼다. 예명으로는 Noreaga로 불리며, 힙합듀오 'Capone-N-Noreaga'의 멤버이다.

## 생애
그는 미국 뉴욕 퀸브릿지 출신이며, 어머니가 미국인, 아버지가 푸에르토리코 사람이다. 그는 1997년부터 '25 To Life Records'에서 데뷔했으나 실패했다. 그래서 그는 제이-지에게 픽업되어 락커펠라 레코드에 영입된다. 그러나 제이-지와의 불화로 레이블에서 2007년 탈퇴한다. 그의 히트 싱글인 'Más Maíz'는 'Nica High', 팻 조등이 참여했었다. 2007년 'Noreality'를 발매했고, 2009년 새신보 'S.O.R.E'를 준비중이다. 2009년 2월에는 플로리다의 한 식당에서 난동을 피우다 체포된 적이 있다.

## 앨범
- N.O.R.E(1998년)
- Melvin Flynt - Da Hustler(1999년)
- God's Favorite(2002년)
- N.O.R.E. y la Familia...Ya Tú Sabe (2006년)
- Noreality (2007년
- S.O.R.E.(2009년)